# Кріш'янис Баронс
Кріш'янис Баронс (латис. Krišjānis Barons, 31 жовтня 1835, Струтеле, Курляндська губернія, Російська імперія — 8 березня 1923, Рига, Латвія) — латвійський письменник і дослідник народних пісень — дайн.

## Біографія
Кріш'янис Баронс народився 19 жовтня (31 за новим стилем) 1835 року в маєтку Струтеле, Курляндської губернії, нині Тукумський район. Він був восьмою, наймолодшою дитиною в сім'ї.
Навчався Кріш'янис у Добеле, у церковно-приходській школі, а потім у Єлгаві, де закінчив гімназію. Потім він навчався в Дерптському університеті, де брав участь у діяльності латиського студентського гуртка. Але через нестачу коштів був змушений перервати навчання.
У 1862 році Баронс брав участь у виданні петербурзької латиської газети «Петербурґас авізес». Пізніше він став редактором цієї газети, але в 1865 році газета була заборонена, а Баронс потрапив під нагляд поліції. Із того часу до 1893 року він працював у Воронезькій губернії домашнім учителем у родині поміщика Івана Станкевича. Тільки в 1893 році він повертається до Латвії.
За своє життя Баронс написав багато праць, присвячених природничим наукам, географії й мовознавству. Він писав про фізику, механіку, електрику, тваринний світ.
З 1878 він зайнявся обробкою, систематизацією й виданням дайн — латиських народних пісень. Він опрацював і систематизував 217996 дайн, які включив у видання. Більшу частину цих пісень вперше записав саме Кріш'янис Баронс. Хоча почав цю велетенську працю Фріцис Брівземниекс, який записав п'ятдесят чотири тисячі дайн. Двадцять п'ять тисяч записаних дайн оригінальні, а решта є варіантами оригінальних пісень.
Всього було опубліковано шість томів (вісім частин) «Латиських дайн», які виходили з 1904 року по 1915 рік.

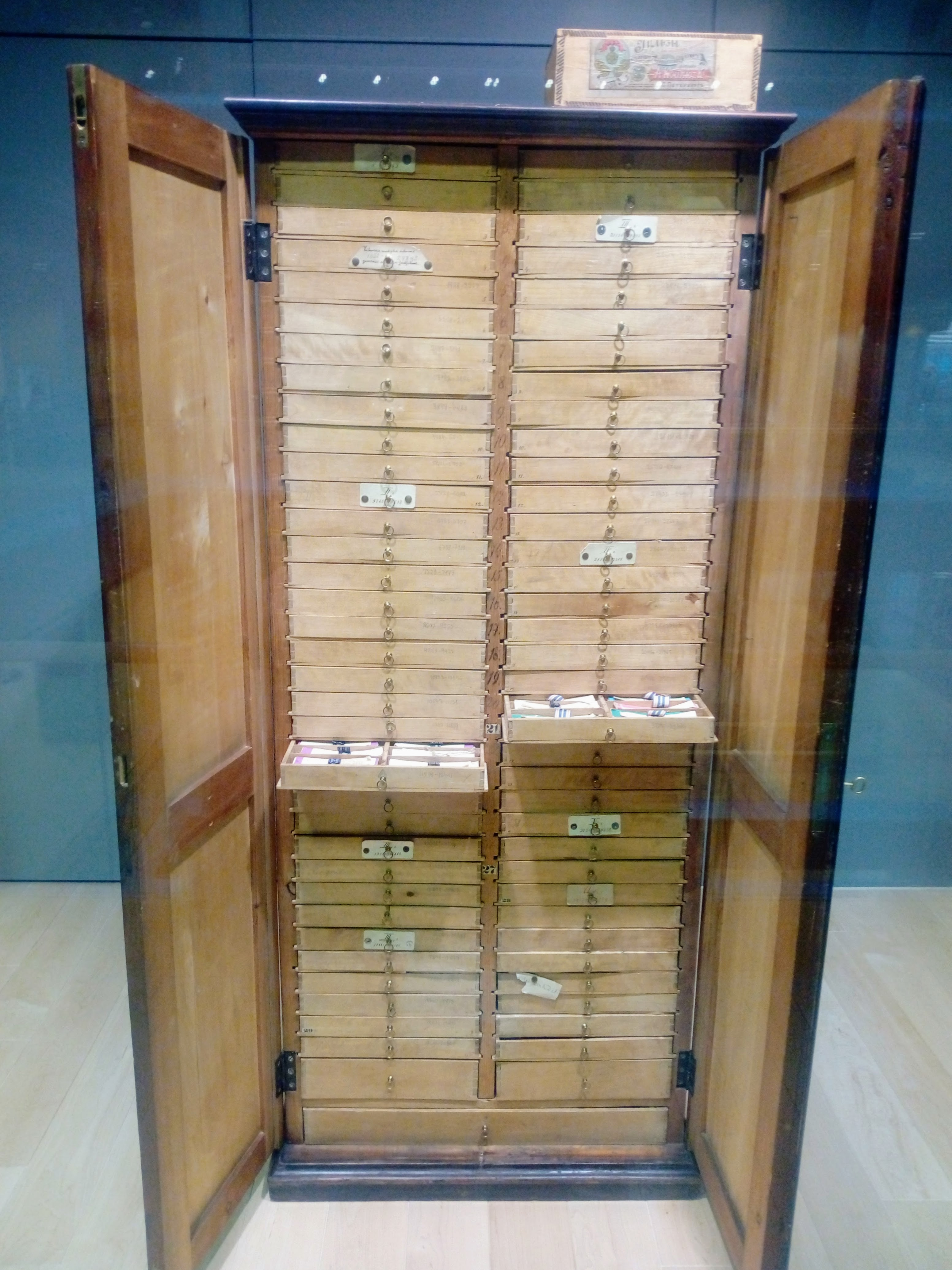
Оригінальна Шафа з дайнами в Латвійській національній бібліотеці

Сьогодні ця антологія вважається академічним зібранням дайн. Це зібрання — одне з найбільш монументальних праць в галузі фольклористики в усьому світі. А Кріш'янис Баронс став відомим у народі, як «батько дайн». За кресленням самого Баронса в 1880 році в Москві виготовлена спеціальна Шафа з дайнами, яка включена до реєстру програми ЮНЕСКО «Пам'ять світу» 
Помер Кріш'янис Баронс у Ризі 8 березня 1923 року, похований на Великому цвинтарі Риги.

## Увічнення пам'яті
- К. Баронсу встановлений пам'ятник в Ризі (Верманський парк; скульптор  Л. М. Давидова-Медене).
- Його ім'ям названо вулиці в Ризі та інших містах Латвії.
- Портрет К. Баронса зображений на банкноті 100 латів — єдиної сучасної латвійської банкноти з портретом історичної особистості.
- Іменем великого фольклориста названий астероїд  Krišbarons , відкритий в 1977 році астрономом  Кримської астрофізичної обсерваторії  Н. С. Черних.
- У 1985 році була випущена поштова марка СРСР, присвячена Кріш'янису Баронсу.
- У 1993 році Банк Латвії випустив банкноту в 100 латів із зображенням Кріш'янису Баронсу
- У 2006 році Банк Латвії випустив колекційну монету в 1 лат із зображенням Кріш'яниса Баронса зроблену зі срібла.

Пам'ять про Кріш'яниса Баронса
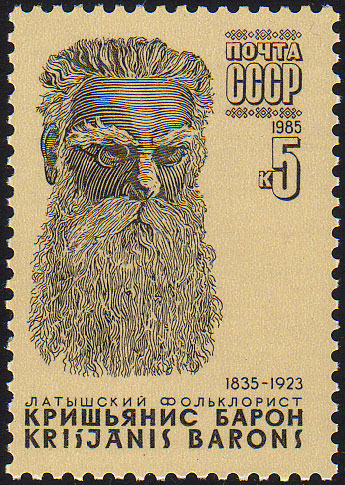
Поштова марка СРСР, 1985 рік